# Lekkoatletyka na Letnich Igrzyskach Olimpijskich 1984 – bieg na 110 m przez płotki mężczyzn
Bieg na 110 metrów przez płotki mężczyzn podczas XXIII Letnich Igrzysk Olimpijskich w Los Angeles rozegrano 5 (eliminacje) i 6 sierpnia 1984 (półfinały i finał) na stadionie Los  Angeles Memorial Coliseum. Zwycięzcą został reprezentant Stanów Zjednoczonych Roger Kingdom, który w finale ustanowił rekord olimpijski uzyskując czas 13,20.

## Rekordy

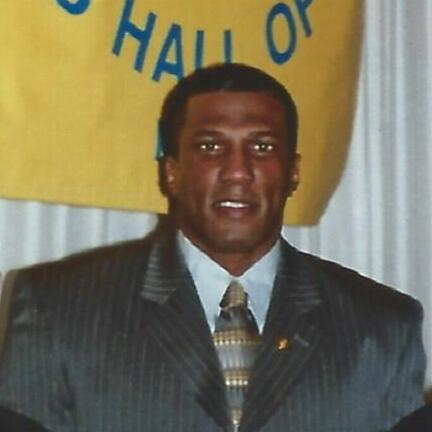
Roger Kingdom

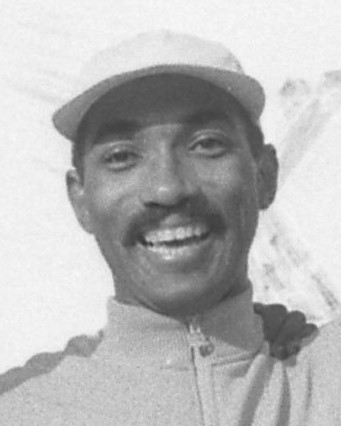
Greg Foster

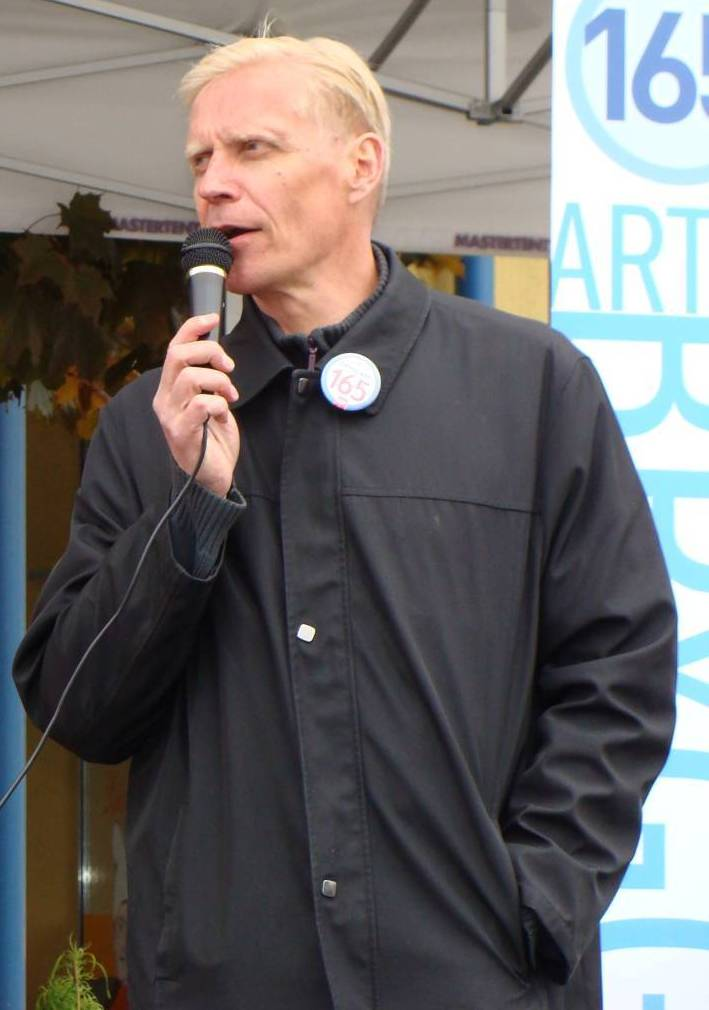
Arto Bryggare

|                   | Zawodnik         | Narodowość        | Czas  | Data                  | Miejsce   |
| ----------------- | ---------------- | ----------------- | ----- | --------------------- | --------- |
| Rekord świata     | Renaldo Nehemiah | Stany Zjednoczone | 12,93 | 19 sierpnia 1981(dts) | Zurych    |
| Rekord olimpijski | Rod Milburn      | Stany Zjednoczone | 13,24 | 7 września 1972(dts)  | Monachium |

## Wyniki
| Poz. - pozycja |
| – rekord świata \| – rekord krajowy \| – rekord życiowy \| = – wyrównany rekord życiowy \| · – najlepszy wynik w sezonie \| = – wyrównany najlepszy wynik w sezonie \| – rekord olimpijski |
| Fn – falstart \| DNF – nie ukończył \| DNS – nie wystartował \| DSQ – zdyskwalifikowany |

### Eliminacje
Rozegrano cztery biegi eliminacyjne. Do półfinałów awansowało po czterech najlepszych zawodników z każdego biegu (Q).

#### Bieg 1
Wiatr: +2,0 m/s
| Poz. | Zawodnik                | Narodowość      | Rezultat | Uwagi |
| ---- | ----------------------- | --------------- | -------- | ----- |
| 1    | Arto Bryggare           | Finlandia       | 13,35    | Q,    |
| 2    | Mark McKoy              | Kanada          | 13,58    | Q     |
| 3    | Daniele Fontecchio      | Włochy          | 13,75    | Q     |
| 4    | Yu Zhicheng             | Chiny           | 14,20    | Q     |
| 5    | Mohamed Ryad Ben Haddad | Algieria        | 14,44    |       |
| 6    | Nicolás Chaparro        | Paragwaj        | 15,51    |       |
| –    | Mark Holtom             | Wielka Brytania | DSQ      |       |

#### Bieg 2
Wiatr: –0,5 m/s
| Poz. | Zawodnik          | Narodowość        | Rezultat | Uwagi |
| ---- | ----------------- | ----------------- | -------- | ----- |
| 1    | Tonie Campbell    | Stany Zjednoczone | 13,53    | Q     |
| 2    | Carlos Sala       | Hiszpania         | 14,02    | Q     |
| 3    | Wilbert Greaves   | Wielka Brytania   | 14,04    | Q     |
| 4    | Jeff Glass        | Kanada            | 14,07    | Q     |
| 5    | Franck Chevallier | Francja           | 14,32    |       |
| 6    | Hisham Mekin      | Egipt             | 14,67    |       |

#### Bieg 3
Wiatr: –0,5 m/s
| Poz. | Zawodnik       | Narodowość        | Rezultat | Uwagi |
| ---- | -------------- | ----------------- | -------- | ----- |
| 1    | Roger Kingdom  | Stany Zjednoczone | 13,53    | Q     |
| 2    | Javier Moracho | Hiszpania         | 14,05    | Q     |
| 3    | Nigel Walker   | Wielka Brytania   | 14,07    | Q     |
| 4    | Li Jieqiang    | Chiny             | 14,29    | Q     |
| 5    | Naji Mubarak   | Kuwejt            | 14,56    |       |
| 6    | Eric Spence    | Kanada            | 14,93    |       |

#### Bieg 4
Wiatr: +1,7 m/s
| Poz. | Zawodnik          | Narodowość                   | Rezultat | Uwagi |
| ---- | ----------------- | ---------------------------- | -------- | ----- |
| 1    | Greg Foster       | Stany Zjednoczone            | 13,24    | Q, =  |
| 2    | Stéphane Caristan | Francja                      | 13,45    | Q     |
| 3    | Wu Chin-jing      | Chińskie Tajpej              | 13,91    | Q     |
| 4    | Don Wright        | Australia                    | 14,00    | Q     |
| 5    | Modesto Castillo  | Dominikana                   | 14,05    |       |
| 6    | Mohamed Helal Ali | Zjednoczone Emiraty Arabskie | 15,75    |       |
| –    | William Fong      | Samoa                        | DNF      |       |

### Półfinały
Rozegrano dwa biegi półfinałowe. Do finału awansowało po czterech najlepszych zawodników z każdego biegu.

#### Bieg 1
Wiatr: +0,7 m/s
| Poz. | Zawodnik          | Narodowość        | Rezultat | Uwagi |
| ---- | ----------------- | ----------------- | -------- | ----- |
| 1    | Roger Kingdom     | Stany Zjednoczone | 13,24    | Q, =  |
| 2    | Tonie Campbell    | Stany Zjednoczone | 13,56    | Q     |
| 3    | Stéphane Caristan | Francja           | 13,62    | Q     |
| 4    | Jeff Glass        | Kanada            | 13,88    | Q     |
| 5    | Javier Moracho    | Hiszpania         | 13,89    |       |
| 6    | Wu Chin-jing      | Chińskie Tajpej   | 14,21    |       |
| 7    | Yu Zhicheng       | Chiny             | 14,26    |       |
| –    | Nigel Walker      | Wielka Brytania   | DNF      |       |

#### Bieg 2
Wiatr: –1,1 m/s
| Poz. | Zawodnik           | Narodowość        | Rezultat | Uwagi |
| ---- | ------------------ | ----------------- | -------- | ----- |
| 1    | Greg Foster        | Stany Zjednoczone | 13,24    | Q, =  |
| 2    | Mark McKoy         | Kanada            | 13,30    | Q     |
| 3    | Arto Bryggare      | Finlandia         | 13,52    | Q     |
| 4    | Carlos Sala        | Hiszpania         | 13,85    | Q     |
| 5    | Wilbert Greaves    | Wielka Brytania   | 13,86    |       |
| 6    | Daniele Fontecchio | Włochy            | 13,86    |       |
| 7    | Don Wright         | Australia         | 13,93    |       |
| 8    | Li Jieqiang        | Chiny             | 14,15    |       |

### Finał
Wiatr: –0,4 m/s
| Poz. | Zawodnik          | Narodowość        | Rezultat | Uwagi |
| ---- | ----------------- | ----------------- | -------- | ----- |
| 1    | Roger Kingdom     | Stany Zjednoczone | 13,20    | [ 1 ] |
| 2    | Greg Foster       | Stany Zjednoczone | 13,23    |       |
| 3    | Arto Bryggare     | Finlandia         | 13,40    |       |
| 4    | Mark McKoy        | Kanada            | 13,45    |       |
| 5    | Tonie Campbell    | Stany Zjednoczone | 13,55    |       |
| 6    | Stéphane Caristan | Francja           | 13,71    |       |
| 7    | Carlos Sala       | Hiszpania         | 13,80    |       |
| 8    | Jeff Glass        | Kanada            | 14,15    |       |